# Hellvi socken
Hellvi socken ingick i Gotlands norra härad, ingår sedan 1971 i Gotlands kommun och motsvarar från 2016 Hellvi distrikt. 
Socknens areal är 40,32 kvadratkilometer, varav 38,0 land. År 2020 fanns här 171 invånare. Sockenkyrkan Hellvi kyrka ligger i socknen. 

## Administrativ historik
Hellvi socken har medeltida ursprung. Socknen tillhörde Forsa ting som i sin tur ingick i Rute setting i Nordertredingen.
Vid kommunreformen 1862 övergick socknens ansvar för de kyrkliga frågorna till Hellvi församling och för de borgerliga frågorna bildades Hellvi landskommun. Landskommunen inkorporerades 1952 i Lärbro landskommun och ingår sedan 1971 i Gotlands kommun. Församlingen uppgick 2010 i Lärbro-Hellvi församling som 2012 uppgick i Forsa församling.
1 januari 2016 inrättades distriktet Hellvi, med samma omfattning som församlingen hade 1999/2000.  
Socknen har tillhört samma fögderier och domsagor som Gotlands norra härad. De indelta båtsmännen tillhörde Gotlands första båtsmanskompani.

## Geografi
Hellvi socken ligger vid Gotlands nordöstra kust, nordost om Slite med Fardume träsk i norr. Socknen är småkuperad odlings- och skogsbygd.

### Gårdsnamn
Annexen, Harde, Hemmungs, Ire Lilla, Ire Stora, Kyrkebols, Kännungs, Längers, Malms, Norrgårde, Nystugu, Saigs, Stengrinde, Sudergårde, Vivlings.

### Ortnamn
Bardunatorp, Kyllaj, S:t Olofsholm, Smöjen.

## Fornlämningar

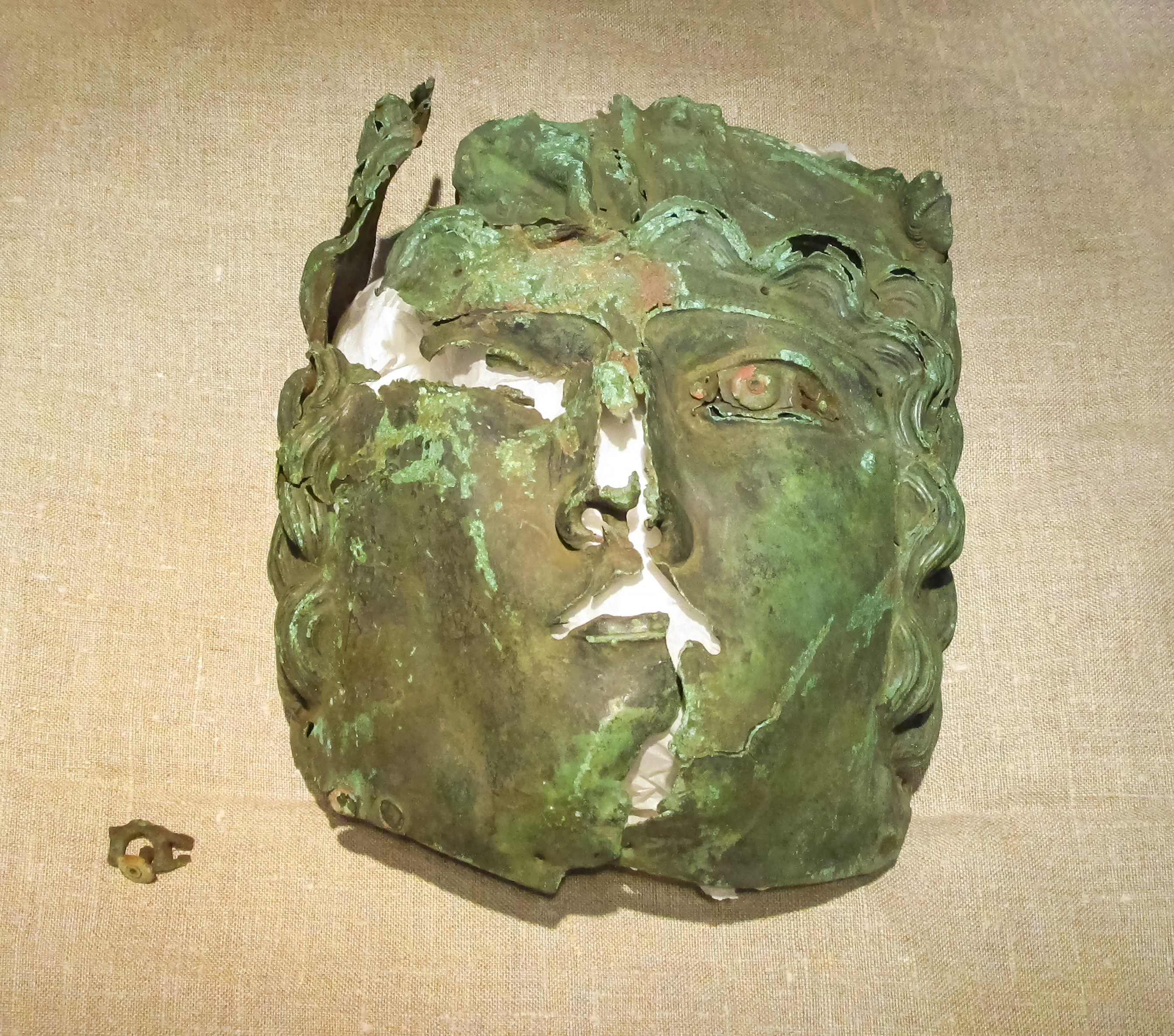
Romersk ryttarmask av brons funnen i Hellvi

Kända från socknen är gravrösen, stensättningar och skeppssättningar från bronsåldern. Från järnåldern finns flera gravfält, varav de vid Vivlings och Ire är stora. Sliprännor i fast häll och i block. Fyra runristningar finns här också. En unik romersk ryttarmask är funnen i Hellvi.  En teori är att man skulle ha använt masken som en symbol för någon gud, t.ex. Oden, inom asatron. I så fall skulle den vara det första beviset på dyrkan av Oden i "Sverige".

## Namnet
Namnet (1277 Helghawie) kan komma från en gård. Förleden är helig och vi, 'offerplats, kultplats.

## Befolkningsutveckling
| Befolkningsutvecklingen i Hellvi socken 1780–2020 | Befolkningsutvecklingen i Hellvi socken 1780–2020 | Befolkningsutvecklingen i Hellvi socken 1780–2020 | Befolkningsutvecklingen i Hellvi socken 1780–2020 | Befolkningsutvecklingen i Hellvi socken 1780–2020 |
| --- | ------------------------------------------------- | ------------------------------------------------- | ------------------------------------------------- | ------------------------------------------------- |
| |                                                   |                                                   |                                                   |                                                   |
| År |                                                   |                                                   | Folkmängd                                         |                                                   |
| 1780 | 1780                                              |                                                   | 328                                               |                                                   |
| 1790 | 1790                                              |                                                   | 323                                               |                                                   |
| 1800 | 1800                                              |                                                   | 345                                               |                                                   |
| 1810 | 1810                                              |                                                   | 352                                               |                                                   |
| 1820 | 1820                                              |                                                   | 362                                               |                                                   |
| 1830 | 1830                                              |                                                   | 426                                               |                                                   |
| 1840 | 1840                                              |                                                   | 509                                               |                                                   |
| 1850 | 1850                                              |                                                   | 603                                               |                                                   |
| 1860 | 1860                                              |                                                   | 595                                               |                                                   |
| 1870 | 1870                                              |                                                   | 619                                               |                                                   |
| 1880 | 1880                                              |                                                   | 529                                               |                                                   |
| 1890 | 1890                                              |                                                   | 456                                               |                                                   |
| 1900 | 1900                                              |                                                   | 475                                               |                                                   |
| 1910 | 1910                                              |                                                   | 576                                               |                                                   |
| 1920 | 1920                                              |                                                   | 690                                               |                                                   |
| 1930 | 1930                                              |                                                   | 756                                               |                                                   |
| 1940 | 1940                                              |                                                   | 724                                               |                                                   |
| 1950 | 1950                                              |                                                   | 604                                               |                                                   |
| 1960 | 1960                                              |                                                   | 444                                               |                                                   |
| 1970 | 1970                                              |                                                   | 295                                               |                                                   |
| 1980 | 1980                                              |                                                   | 270                                               |                                                   |
| 1990 | 1990                                              |                                                   | 245                                               |                                                   |
| 2000 | 2000                                              |                                                   | 211                                               |                                                   |
| 2010 | 2010                                              |                                                   | 179                                               |                                                   |
| 2020 | 2020                                              |                                                   | 171                                               |                                                   |
| Anm: Källor: Umeå universitet - Tabellverket 1749-1859, Demografiska databasen, CEDAR, Umeå universitet, Befolkningsutvecklingen i Gotlands socknar 2000 - 2010, Folkmängden per distrikt, landskap, landsdel eller riket efter kön. År 2015 - 2022. |                                                   |                                                   |                                                   |                                                   |